# Comuna Allinge-Gudhjem
Allinge-Gudhjem (Allinge-Gudhjem Kommune) a fost o comună din comitatul Bornholms Amt, Danemarca, care a existat între anii 1970-2006. Comuna avea o suprafață totală de 154,34 km² și o populație de 7.632 de locuitori (2005), iar din 2007 teritoriul său face parte din comuna Bornholms.